# Bimbaletes Aguascalientes
Bimbaletes Aguascalientes es una localidad del estado mexicano de Aguascalientes. Es parte del municipio de Asientos.

## Demografía
| Gráfica de evolución demográfica |
|                                  |

| Censo | Población |
| ----- | --------- |
| 1910  | 98        |
| 1921  | 255       |
| 1930  | 200       |
| 1940  | 274       |
| 1950  | 360       |
| 1960  | 381       |
| 1970  | 474       |
| 1980  | 595       |
| 1990  | 962       |
| 2000  | 965       |
| 2010  | 1 223     |
| 2020  | 1 399     |